# Manoel Dias de Oliveira
Manoel Dias de Oliveira (São José del Rey (nu: Tiradentes (Minas Gerais)), 1738 – aldaar, 1813) was een Braziliaans componist en organist.

## Levensloop
Vermoedelijk was hij de zoon van de organist Lourenço Dias, van die hij ook zijn eerste muzieklessen kreeg. Hij was een Mulat. Hij was ook koorknaap in de kerk Matriz de Santo Antônio en de kerkmuziek heeft hem zeer aangetrokken. De koorleider pater Francisco da Piedade maakte hem vertrouwd met de composities van Josquin Des Prez en leerde hem muziektheorie, contrapunt en orgel.
Zijn eigen muzikale activiteiten begon hij als organist in 1769 in de kerk van de broederschap Irmandade de São Miguel e Almas. Hij zelfs ook lid van de broederschappen Irmandade de Nossa Senhora das Mercês en Irmandade de Nossa Senhora da Piedade tot 1789. Daarna werd hij lid en organist van de broederschappen Irmandade dos Brancos, Irmandade do Senhor dos Passos, Irmandade do Santíssimo Sacramento en de Irmandade do Bom Jesus.
In 1779 werd hij benoemd tot kapitein van de Cavalaria a Pé van Koningin Maria I van Portugal.
In 1768 huwde hij met Ana Hilária en had samen met haar 11 kinderen.
Ter verbetering van zijn inkomsten werkte hij ook als noten-copist. Zijn composities werden tegenwoordig nog in de goudmijnenstreek en vooral in de Goede Week gebruikt.

## Composities

### Missen en gewijde muziek
- 1768 Visitação dos Passos, voor 8 stemmen
- 1779 Motetes Pupili, Cecidit Corona e Quomodo, para Sexta-feira Santa - Procissão do Enterro, voor sopraan en gemengd koor Heu, Pupilli, O vos omnes e Cecidit corona - Procissão do Enterro door koor en orkest Ribeiro Bastos o.l.v. Maria Stella Neves Valle tijdens de Goede Week 2008
- 1788 Tractus, Paixão e bradados de Quarta-feira Santa[1]
- 1809 Encomendação das almas
- Aleluia para Sábado Santo (Alleluja voor de Stille Zaterdag)
- Bajulans
- Coreto (onvoltooid)
- Domine Jesu Domine Jesu door Academia Libre Cantare o.l.v. Leandro Dantas
- Eu vos adoro, para Quarta-feira Santa
- Invitatório, lições e missa de defuntos
- Miserere em ré menor
- Motetes de Passos, voor 8 stemmen
- Músicas para a Benção e Procissão de Ramos (onvoltooid)
- Offertorium, "Justus ut Palma"
- Paixão e Bradados, para Domingo de Ramos
- Pange Lingua Pange Lingua door koor en orkest Ribeiro Bastos op "Quinta feira santa, na Procissão do Santíssimo Sacramento" in de Goede Week 2008
- Popule Meus
- Responsórios fúnebres
- Responsórios fúnebres para a Ordem Terceira do Carmo
- Setenário de Nossa Senhora das Dores
- Surrexit para Domingo da Ressurreição (Surrexit Dominus Vere - Moteto da Procissão da Ressurreição)
- Tantum Ergo
- Te Deum (Atribuído)
- Te Deum Laudamus Te Deum Laudamos door Cristina Omboaba en orkest in het Museu da Música da Arquidiocese de Mariana
- Tractus e bradados de Sexta-feira Santa[1]
- Tractus para Missa dos Pré-santificados[1]
- Três ofícios de defuntos em sol menor e sol menor

#### Gradualen
- Gradual "Fuga do Egito"
- Gradual "Justus ut Palma"
- Gradual para Domingo de Páscoa (Graduale voor Paaszondag) (onvoltooid)
- Gradual a 4 vozes: "Angelus Domine"

#### Hymnen
- Venite Adoremus
- Visitação de Nossa Senhora das Dores, voor 8 stemmen

#### Litanieën
- Ladainha em fá

#### Magnificat
- Aleluia e Magnificat
- Magnificat em ré, voor mezzosopraan, tenor, bariton, orgel en instrumenten Magnificat em ré door "Symphonia Brasil Barroco"

#### Missen
- Missa do 8º tom (onvoltooid) Missa Abreviada (gedeelten: Qui tollis, Quoniam, Cum Sancto Spiritu)

## Media
|  | |
|  | Surrexit Dominus Vere - Moteto da Procissão da Ressurreição van Manoel Dias de Oliveira (download·info) |